# Једвабне
Једвабне (пољ. Jedwabne) град је у Пољској у Војводству подласком. По подацима из 2012. године број становника у месту је био 1738.

## Становништво
| 2012. |
| ----- |
| 1.738 |